# WASP-107b
WASP-107b is een super-Neptunus exoplaneet die cirkelt rond de ster WASP-107 op ongeveer 200 lichtjaar van de aarde.
In 2023 ontdekten een team sterrenkundigen van de KU Leuven met onder andere prof. Leen Decin via de James Webb-ruimtetelescoop dat er op de atmosfeer van de planeet zandwolken voorkomen. Net zoals regen op aarde zou op WASP-107b silicium in het hete binnenste van de atmosfeer verdampen en opstijgen naar de buitenste lagen om daar dan te condenseren tot siliciumwolken.
Om de gegevens van het onderzoek beter te ontsluiten liet prof. Leen Decin een nieuwe artist impression maken. Ze kwam hiervoor terecht bij Johan Van Looveren en Klaas Verpoest die information design doceren aan de kunststudenten van LUCA School of Arts .   